# 서울종암초등학교
서울종암초등학교는 대한민국 서울특별시 동대문구 제기동에 위치한 공립 초등학교이다. 1922년 주민들의 모금을 통해 설립되었다.

## 학교 연혁
- 1922년 7월 8일 고양군 숭인공립보통학교 개교[1][2]
- 1925년 2차 교육령으로 4년제에서 6년제로 변함
- 1937년 3월 21일 경성종암공립보통학교로 개칭[3]
- 1938년 4월 1일 경성종암공립심상소학교로 개칭[4]
- 1939년 7월 1일 종암동 23번지現 숭례초등학교에서 제기동 149번지로 학교 이전
- 1941년 4월 1일 경성종암공립국민학교로 개칭[5]
- 1945년 10월 31일 서울종암국민학교로 개칭
- 1951년 9월 1일 동신국민학교로 분리
- 1952년 4월 1일 용두국민학교로 분리
- 1960년 7월 19일 홍파국민학교로 분리
- 1987년 5월 13일 녹색어머니회 창단
- 1994년 12월 1일 급식실 설치
- 1996년 3월 1일 서울종암초등학교로 개칭[6]
- 1997년 9월 1일 본관 개축 공사 완료(교실 32실, 관리실 8실)
- 1998년 4월 1일 강당 증축 및 신축공사 완료
- 1999년 7월 14일 도서관 개관
- 1999년 12월 15일 핸드볼팀 창단
- 2000년 12월 27일 학내 전산망 설치
- 2009년 5월 18일 자연 생태학습장 해바른 꽃뜨락 조성
- 2012년 4월 1일 돌봄(꿈나무)교실 준공
- 2012년 5월 25일 운동장 인조잔디 준공식
- 2014년 11월 21일 아리수 음수대 교체
- 2015년 3월 1일 제24대 이명숙 교장 부임
- 2015년 11월 20일 역사의 벽 준공
- 2015년 12월 30일 꾸미고 꿈꾸는 화장실(본관) 준공
- 2016년 4월 1일 GEM 시스테마 오케스트라 창단
- 2016년 5월 3일 어린이 한방카페 & 갤러리 조성(신관 1층), 학교비젼 벽화그리기(3개층)
- 2016년 8월 8일 체육관 마루 및 무대 리모델링
- 2017년 2월 17일 제90회 졸업식(졸업생105명. 총 43,763명 배출)
- 2017년 3월 1일 30학급 편성 (특수학급 1학급)
- 2018년 2월 13일 제91회 졸업식(졸업생 107명, 총 43,870명 배출)
- 2018년 2월 20일 실과실, 교무실 리모델링
- 2018년 3월 1일 30학급 편성(일반학급 29, 특수학급 1)
- 2018년 8월 31일 꾸미고 꿈꾸는 화장실(서관) 준공, 교실 붙박이 책장 설치, 도서실, 과학실, 시청각실 리모델링
- 2018년 9월 7일 도서실, 독서교육실, 과학실 리모델링
- 2018년 10월 8일 '꾸미고 꿈꾸는 화장실'준공(서관 6개소)
- 2019년 2월 12일 제2회 GEM 시스테마 오케스트라 정기연주회
- 2019년 2월 15일 제92회 졸업식(졸업식 101명, 총 43,971명 배출)
- 2019년 3월 1일 제25대 정정숙 교장 부임
- 2019년 3월 4일 28학급 편성(일반학급 27, 특수학급1)
- 2020년 2월 12일 제93회 졸업식(졸업생 102명, 총 44,073명 배출)
- 2020년 3월 1일 학급 편성(일반학급 26, 특수학급 1)

## 학교 상징
- 교화(校花) - 장미 : 본교 울타리에 많이 있는 장미는 색깔이 아름답고 향기로우며, 연달아 피는 끈기있는 식물로 끈기있는 어린이로 자라기를 바라는 뜻이 담겨 있음
- 교목(校木) - 주목 : 주목은 일년 내내 늘 푸른 나무로서 무게가 있고, 싱싱한 모습을 보여주고 우리에게 늘 생기를 북돋아 줌, 본교의 커다란 주목이 본교의 역사와 전통을 상징함

## 참고 자료
- 서울종암초등학교 - 한국교육학술정보원 학교알리미